# Brampton Bierlow
Brampton Bierlow – wieś w Anglii, w hrabstwie ceremonialnym South Yorkshire, w dystrykcie metropolitalnym Rotherham. Leży 16 km na północny wschód od miasta Sheffield i 238 km na północ od Londynu. W 2001 miejscowość liczyła 3658 mieszkańców.